# Jerzy Sobotka
Jerzy Sobotka (ur. 2 sierpnia 1962 we Lwowie) – polski geofizyk, dr hab. nauk o Ziemi, profesor nadzwyczajny Instytutu Nauk Geologicznych Wydziału Nauk o Ziemi i Kształtowania Środowiska Uniwersytetu Wrocławskiego.

## Życiorys
W 1984 ukończył studia na Uniwersytecie Lwowskim, w 1992 obronił pracę doktorską w  Iwano-Frankiwskim Instytucie Nafty i Gazu. Od 2002 pracuje na Uniwersytecie Wrocławskim, tam od 2002 do 2010 kierował Laboratorium Geofizycznym, od 2011 Zakładem Geologii Strukturalnej i Kartografii Geologicznej. W 2007 uzyskał w Akademii Górniczo-Hutniczej im. Stanisława Staszica w Krakowie stopień doktora habilitowanego na podstawie pracy zatytułowanej Zastosowanie zjawisk interakcji pól akustycznych i elektrycznych w diagnostyce skał zbiornikowych oraz poszukiwaniu złóż węglowodorów. 
Piastuje funkcję profesora nadzwyczajnego w Instytucie Nauk Geologicznych na Wydziale Nauk o Ziemi i Kształtowania Środowiska Uniwersytetu Wrocławskiego.